# Haplochromis elegans
Haplochromis elegans és una espècie de peix de la família dels cíclids i de l'ordre dels perciformes present als llacs Edward i George (Àfrica oriental).
Els mascles poden assolir els 7,3 cm de longitud total.